# (72667) 2001 FY50
(72667) 2001 FY50 – planetoida z pasa głównego asteroid okrążająca Słońce w ciągu 5,68 lat w średniej odległości 3,18 j.a. Odkryta 18 marca 2001 roku.